# Susann Atwell

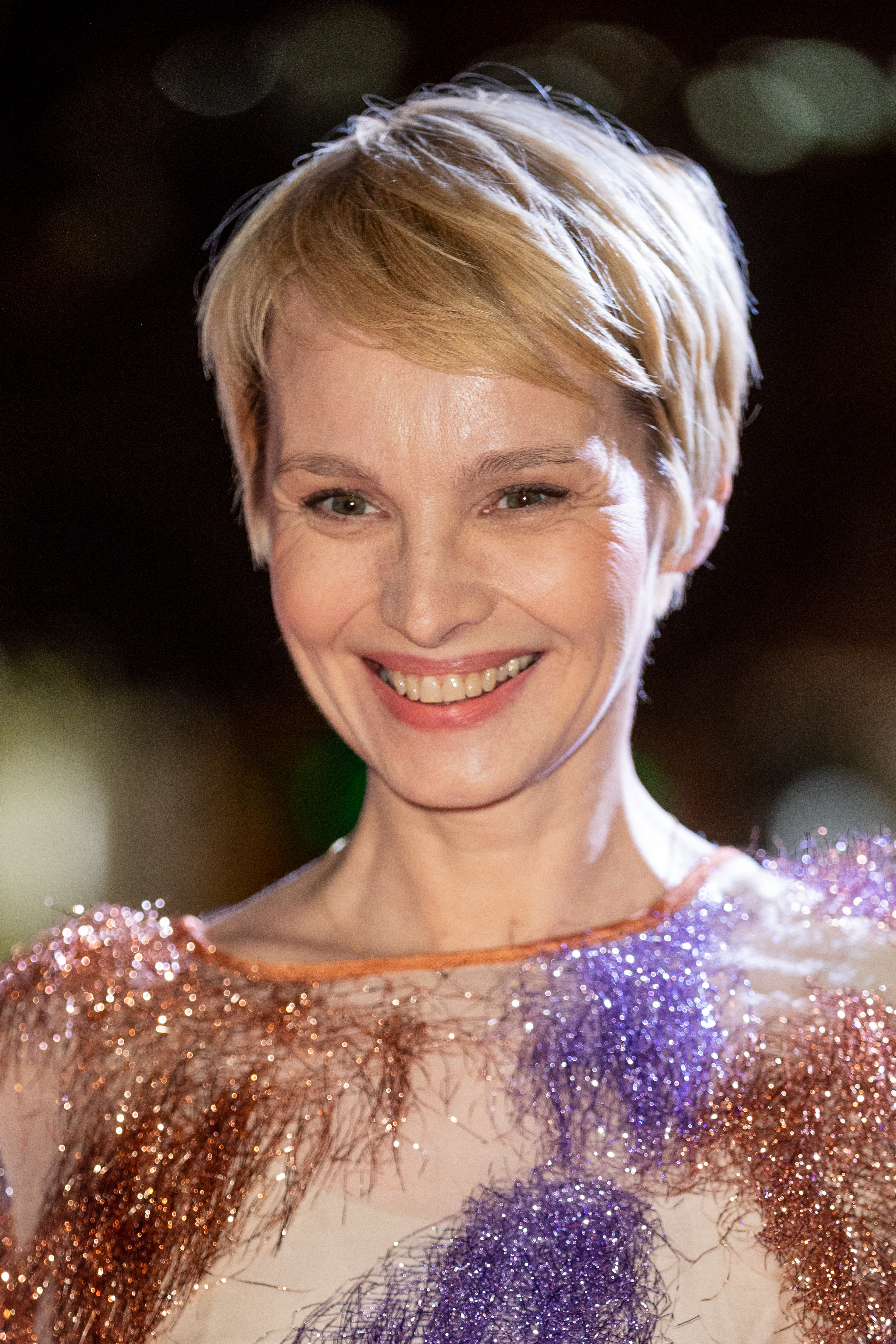
Susann Atwell beim Hessischen Film- und Kinopreis 2019

Susann Atwell (* 13. November 1967 in Hamburg als Susann Pingel) ist eine deutsche Fernsehmoderatorin und Model.

## Leben
Atwell studierte Archäologie und Germanistik in Hamburg, bevor sie 1992 ins Fernsehgeschäft einstieg. Neben ihrem Studium arbeitete sie als „Model für Mollige“.
Beim Sender Premiere moderierte sie vier Jahre lang die Sendungen Airplay, Showbiz und Acht und führte ebenfalls durch das Programm des Pay-TV-Senders. 1997 wechselte sie zu ProSieben, wo sie bis 2005 diverse Boulevardsendungen moderierte, wie z. B. Cinema TV,  SAM, Max TV, CinemaxX TV und Style S.O.S.
2000 und 2001 moderierte Atwell den Deutschen Filmpreis und 1999 bis 2002 die Oscarverleihungen für ProSieben live aus Los Angeles. 2003 war sie mit einer Bilderstrecke in der Juniausgabe des deutschen Playboy-Magazins zu sehen. 2005 berichtete Atwell noch einmal für ProSieben von den Golden Globes und der Oscarverleihung. Im selben Jahr erschien ihre Pilates-DVD.
Seit 2009 moderiert sie für den HR die Magazin-Sendung Maintower und seit 2011 für den NDR Rund um den Michel.
Live moderiert sie Events, Messen und Galaveranstaltungen, unter anderem 2000 und 2001 den Deutschen Filmpreis, 2011 den Hessischen Film- und Kinopreis.

## Privates
2012 erklärte Atwell öffentlich, dass sie bereits im Jahr 2010 aufgrund zweier Fehlinvestitionen im Immobiliensektor in den 1990er Jahren von rund einer Million Mark Privatinsolvenz anmelden musste. Ehrenamtlich unterstützt Susann Atwell den Verein Dunkelziffer e. V.
Atwell ist geschieden und hat zwei Töchter.

## Filmauftritte
- 1998: Kai Rabe gegen die Vatikankiller
- 2002: Die Nacht, in der ganz ehrlich überhaupt niemand Sex hatte

## Fernsehauftritte
- 2000: Anke
- 2010: Das perfekte Promi-Dinner[6]
- 2017: Die Küchenschlacht[7]